# みにくいアヒルの子

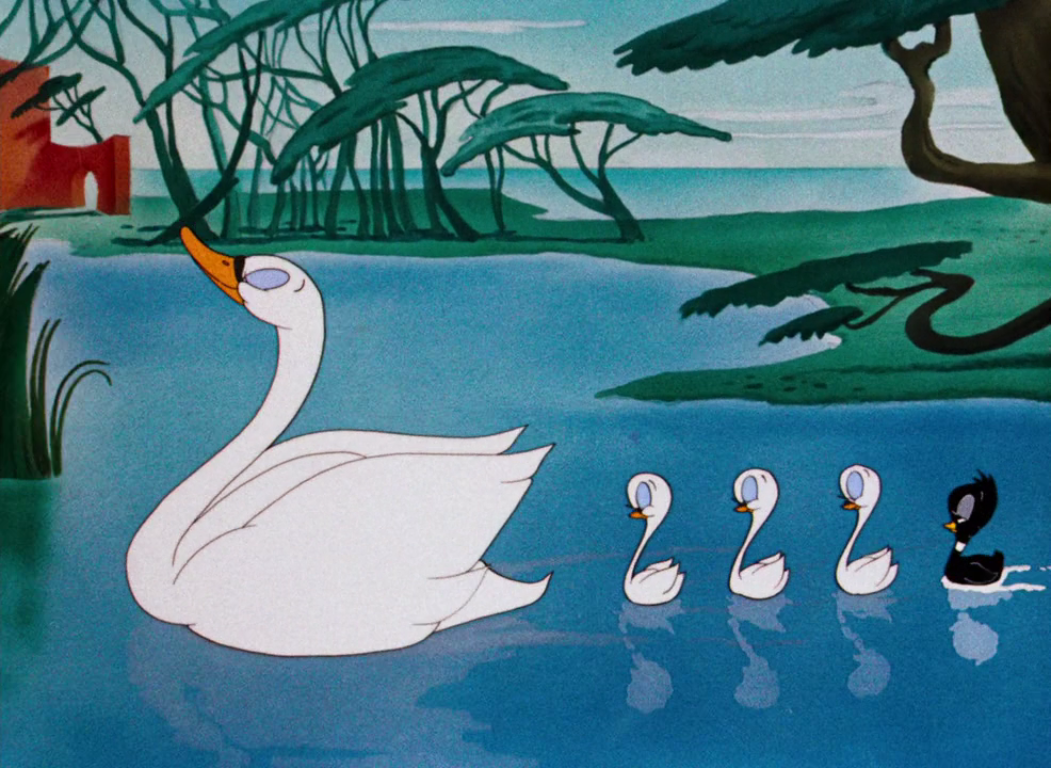
みにくいアヒルの子

「みにくいアヒルの子」（みにくいアヒルのこ、丁: Den grimme Ælling）は、デンマークの代表的な童話作家・詩人であるハンス・クリスチャン・アンデルセン原作の童話。1843年発表。

## あらすじ
アヒルの群の中で、他のアヒルと異なった姿のひなが生まれた。アヒルの親は、七面鳥のひなかもしれないと思う。周りのアヒルから、あまりに辛く当たられることに耐えられなくなったひな鳥は家族の元から逃げ出すが、他の群れでもやはり醜いといじめられながら一冬を過ごす。生きることに疲れ切ったひな鳥は、殺してもらおうと白鳥の住む水地に行く。しかし、白鳥たちの意外な反応にひな鳥は水面に映る自分の姿を見る。いつの間にか大人になっていたひな鳥は、自分がアヒルではなく美しい白鳥であったことに気付くと、それまでの悲しみから解放される。

## ディズニー作品
ウォルト・ディズニー・カンパニーは、シリー・シンフォニーとしてアニメーション短編映画『みにくいあひるの子 (The Ugly Duckling)』を2度製作、公開している。
ディズニーの童話では、ひなの状態で実の家族である白鳥の母子に見つけだされ、保護されている。
- みにくいあひるの子 (1931年の映画)（英語版） - モノクロ作品
- みにくいあひるの子 (1939年の映画) - カラー作品。第12回アカデミー短編アニメ賞受賞[2]

## 学研作品
学研映画によって人形アニメーション化され、1970年8月1日公開の「東宝チャンピオンまつり」内で上映された。カラー、スタンダード、21分。
ポスターには未掲載または活字のみの掲載となっている。

### スタッフ
- 製作：原正次[3]
- 脚本・演出：渡辺和彦[3]
- 音楽：斎藤高順
- 撮影：平井寛、阿部行雄
- 美術：上田悌三、中村貞雄
- 録音：アオイスタジオ
- 照明・スチール：平井寛
- 編集：橋本治郎
- 制作担当：神保まつえ[3]
- 人形：和田京子[3]
- 声の出演：中村メイコ[3]

### 同時上映
- ゲゾラ・ガニメ・カメーバ 決戦!南海の大怪獣
- 巨人の星 宿命の対決
- アタックNo.1 涙の回転レシーブ

## テレビ放送
- 1954年にNHK『クリスマスこどものステージ―第一生命ホール― こどものためのオペレッタ』で放送された[4]。
- 1971年にフジテレビ『アンデルセン物語』の第1話・第2話で放送された[5]。
- 1976年にTBSテレビ『まんが世界昔ばなし』の第5話のBパートで放送された[6][7]。
- 1981年に東京12チャンネル（現：テレビ東京）『世界名作ものがたり』の第3回で放送された。
- 2017年にNHK『おはなしのくに』で放送された[8]。